# Briggs
Briggs és una concentració de població designada pel cens dels Estats Units a l'estat d'Oklahoma. Segons el cens del 2000 tenia 358 habitants.

## Demografia
Segons el cens del 2000, Briggs tenia 358 habitants, 129 habitatges, i 95 famílies. La densitat de població era de 34,9 habitants per km².
Dels 129 habitatges en un 34,9% hi vivien nens de menys de 18 anys, en un 56,6% hi vivien parelles casades, en un 13,2% dones solteres, i en un 25,6% no eren unitats familiars. En el 20,2% dels habitatges hi vivien persones soles el 2,3% de les quals corresponia a persones de 65 anys o més que vivien soles. El nombre mitjà de persones vivint en cada habitatge era de 2,78 i el nombre mitjà de persones que vivien en cada família era de 3,17.
Per edats la població es repartia de la següent manera: un 29,1% tenia menys de 18 anys, un 7,8% entre 18 i 24, un 32,1% entre 25 i 44, un 22,6% de 45 a 60 i un 8,4% 65 anys o més.
L'edat mediana era de 32 anys. Per cada 100 dones de 18 o més anys hi havia 104,8 homes.
La renda mediana per habitatge era de 31.250 $ i la renda mediana per família de 30.781 $. Els homes tenien una renda mediana de 21.875 $ mentre que les dones 35.500 $. La renda per capita de la població era de 14.340 $. Entorn de l'11,9% de les famílies i el 13,8% de la població estaven per davall del llindar de pobresa.

## Poblacions més properes
El següent diagrama mostra les poblacions més properes.